# Remigius
Remigius ist ein männlicher Vorname und eine mögliche Ursprungsform des Namens Remy und dessen orthografischer Varianten.

## Herkunft und Bedeutung
Remigius ist lateinischer Herkunft und bedeutet „Ruderer“.

## Varianten
- Rémy, Rémi (französisch)
- Remigio (italienisch, portugiesisch, spanisch)
- Remigijus (litauisch)
- Remigiusz (polnisch)
- Remigiy (russisch)

## Namenstag
13. Januar (katholisch) und 1. Oktober (anglikanisch und orthodox) (Remigius von Reims).

## Namensträger

### Vorname
Mittelalter
- Remigius von Auxerre (* um 841; † um 908), Benediktinermönch
- Remigius von Reims (* um 436; † 533), fränkischer Bischof und Heiliger
- Remigius von Rouen († 771), Sohn von Karl Martell
- Remigius von Straßburg († 783/782), Bischof von Straßburg

Neuzeit
- Remigius Bäumer (1918–1998), deutscher Theologe
- Remigius Bunia (* 1977), deutscher Komparatist
- Remigius Chmurzynski (1917–2006), deutscher Theologe
- Remigius Faesch (Baumeister) (um 1460–1533/1534), Schweizer Baumeister
- Remigius Faesch (Jurist) (1595–1667), Schweizer Rechtswissenschaftler und Kunstsammler
- Remigius Geyling (1878–1974), österreichischer Maler und Bühnenbildner
- Remigius Adrianus Haanen (1812–1894), niederländischer Maler und Radierer
- Remigius Kaufmann (1925–2011), Schweizer Politiker
- Remigius Machura (* 1960), tschechischer Kugelstoßer
- Remigius Mans (Riese Romäus; † 1513), deutscher Landsknecht
- Remigius Netzer (1916–1985), deutscher Maler, Übersetzer und Grafiker
- Remigius Peterelli (1815–1892), Schweizer Jurist und Politiker
- Remigius Wellen (* 1938), deutscher Eishockeyspieler
- Remigius Winckel (1604–1654), Benediktinerabt

### Vorname „Remig“
- Remig Stumpf (1966; † 2019), deutscher Radrennfahrer

### Familienname
- Nicolaus Remigius (1530–1612), deutscher Hexenverfolger, siehe Nicolas Rémy
- Peter Remigius (* 1939), indischer Geistlicher, Bischof von Kottar